# アマーリア・フォン・シントリンク

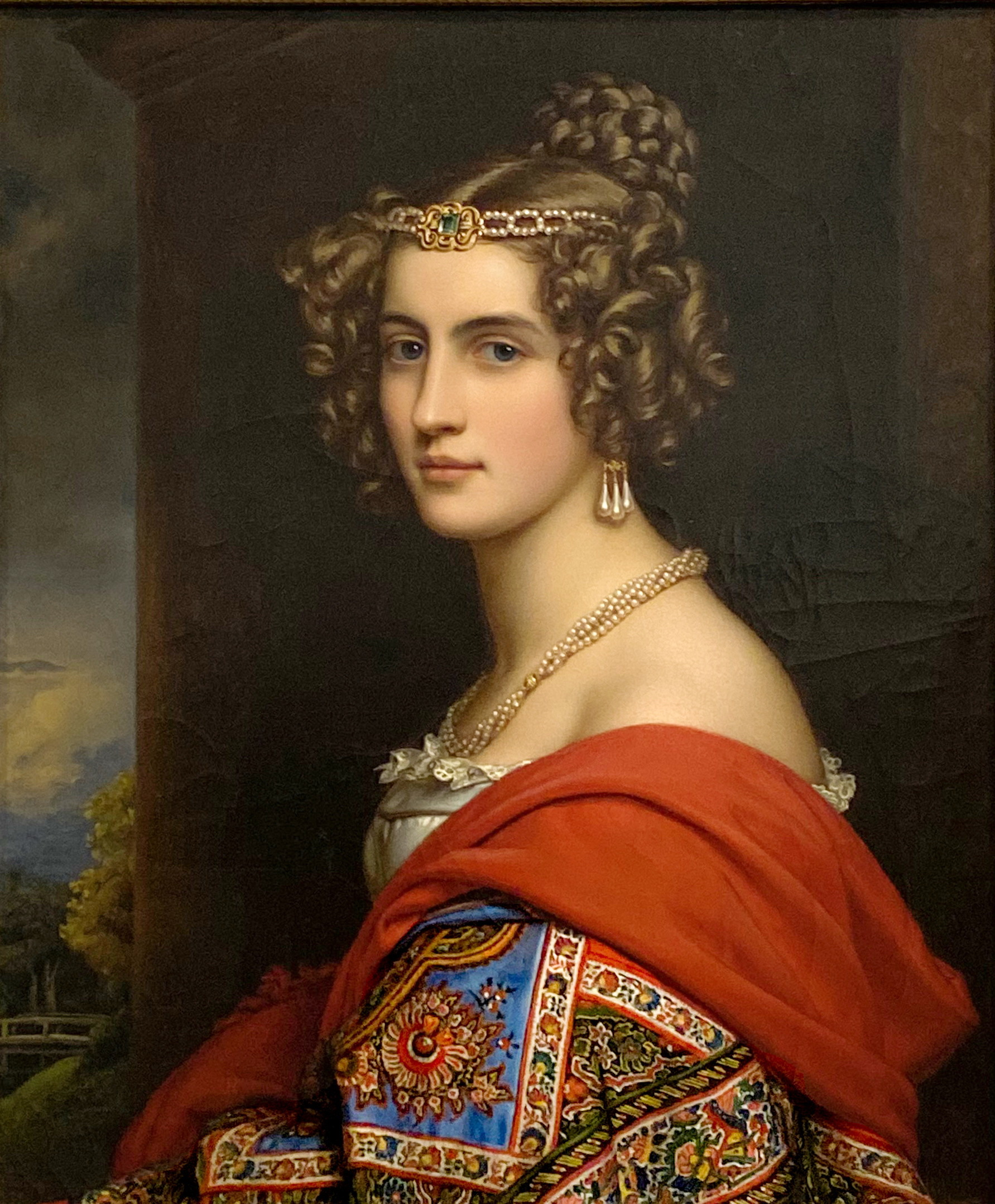
シュティーラーの描くアマーリア・フォン・シントリンク

アマーリア・フォン・シントリンク（Amalia von Schintling, 1812年8月9日 ミュンヘン - 1831年12月22日 ミュンヘン）は、19世紀前半の南独バイエルン王国首都ミュンヘンで評判の美人だった女性の1人。同国の王ルートヴィヒ1世は宮廷画家ヨーゼフ・カール・シュティーラーに命じて自身のコレクション美人画ギャラリーに彼女の肖像を加えた。
バイエルン軍の宿営本部所属の陸軍少将ローレンツ・フォン・シントリンクと妻の男爵令嬢テレジア・フォン・ハッケの間の娘。父から美人画ギャラリーのモデルを務めることは許可されたものの、父は彼女の意思に反してフリッツ・フォン・シントリンクとの婚約話を決めてしまった。アマーリアの親戚であった婚約者シントリンクは、「悪い意味で並外れて自惚れの強い」男で独占欲が強く、自分の将来の妻の肖像画が王のギャラリーに飾られることに不満を示した。婚礼は肖像画が完成し次第すぐに行われることになっていたが、アマーリアはすでに肺結核を患っており、婚礼が実現しないまま1831年の年末に19歳の若さで亡くなった。
1831年に制作されたシュティーラーによるアマーリアの肖像画は、72×58.5cmのサイズの油絵である。画中の彼女はオリエント風のケープをまとい、頭上に載せられた宝石付きのディアデム、首にかかる真珠のネックレス、グレコ・ローマン様式の緋色の覆い布は、このケープが作る肖像画全体の雰囲気に合わせたアイテムである。アマーリアの肖像画はギャラリーに収められた38枚の肖像画の12番目にあたる。